# Ceratocaryum
Ceratocaryum là một chi thực vật có hoa trong họ Restionaceae.